# TCG Gelibolu (1981)
TCG Gelibolu (F-493) – turecka fregata rakietowa typu Gabya, czwarta jednostka z serii. Dawny USS „Reid” (FFG-30). 

## Służba w US Navy

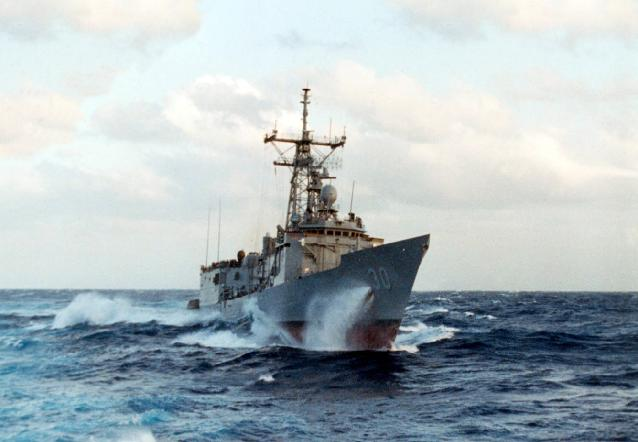
USS „Reid” (FFG-30) w 1996 roku

Okręt zamówiono dla US Navy w stoczni Todd Pacific Shipyards 23 stycznia 1978 roku jako jedna z fregat rakietowych typu Oliver Hazard Perry. Położenie stępki odbyło się 8 października 1980, zaś wodowanie 27 czerwca 1981. Jednostkę wcielono do służby w US Navy jako USS „Reid” (FFG-30) 19 lutego 1983 roku. W sierpniu 1990 USS „Reid” brał udział w operacji Desert Shield. Jednostkę wycofano 25 września 1998 roku, zaś  w 1999 okręt przekazano stronie tureckiej.

## Służba w Tureckiej Marynarce Wojennej
Jednostka ta była pierwszą z dwóch okrętów Oliver Hazard Perry które przekazano Türk Deniz Kuvvetleri w 1999 roku. Tym samym okręt dołączył do trzech ex-amerykańskich jednostek, które przekazano Türk Deniz Kuvvetleri w sierpniu 1997 roku na zasadach programu EDA (Excess Defense Articles). Strona turecka musiała jedynie ponieść koszty związane z doprowadzeniem fregat do stanu użyteczności, zainstalowaniem uzbrojenia, przeszkoleniem załogi, dokumentacji technicznej, zapasu części zamiennych oraz amunicji. TCG „Gelibolu”, dawny USS „Reid” (FFG-30), wcielony został do służby 22 lipca 1999 roku. 
Fregata przeszła program modernizacji, który obejmował doposażenie okrętu w turecki cyfrowy system zarządzania walką o nazwie GENESIS (Gemi Entegre Savaş İdare Sistemi). System został zaprojektowany i wdrożony wspólnie przez turecką marynarkę wojenną i HAVELSAN, turecką firmę produkującą sprzęt elektroniczny i oprogramowanie.